# Anjanette Comer

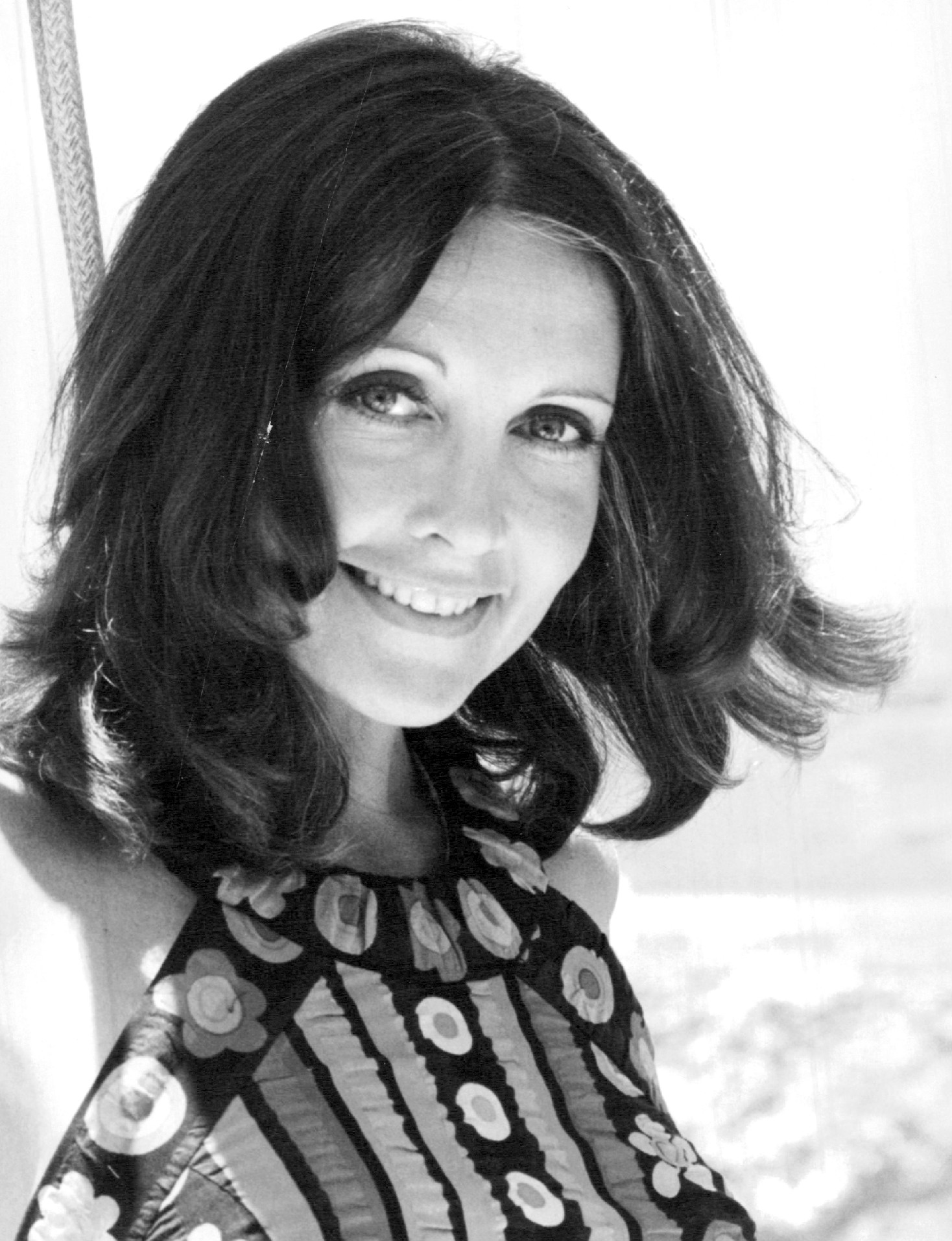
Comer în serialul TV Mannix (1972)

Anjanette Comer (n. 7 august 1939, Dawson⁠(d), Texas, SUA)  este o actriță americană. Printre cele mai cunoscute filme ale sale se numără Cel drag (1965), Omul din Sierra (1966), Bătălia de la San Sebastian (1968) și Fire Sale (1977).

## Biografie
Anjanette Comer s-a născut în 1939 (alte surse spun 1942) în Dawson, Texas, fiica lui Rufus Franklin și a lui Nola (Dell) Comer. În adolescență, a participat la concursuri de baschet, majorete și de frumusețe. După ce a studiat la Universitatea Baylor din Waco și la Universitatea din Texas, Anjanette Comer a venit în California la vârsta de 18 ani. Acolo a studiat actoria timp de doi ani la Pasadena Playhouse pentru a se pregăti pentru o carieră de actriță.
La începutul anilor 1960, a jucat primele ei mici roluri în seriale de televiziune binecunoscute precum Heat Wave, Dr. Kildare sau în seriale western precum Gunsmoke și Bonanza.
Debutul în film l-a făcut cu rolul principal feminin în comedia din 1964 Quick, Before It Melts, urmată de un rol memorabil în satira din 1965 Cel drag, jucând o seducătoare funerală care îi oferă lui Robert Morse o alegere pentru aranjamentele funerare ale unchiului său.
De la mijlocul anilor 1960, a fost o actriță distribuită în multe filme din SUA, cum ar fi Omul din Sierra a lui Sidney J. Furie, unde a jucat alături de Marlon Brando. În 1967, ea a avut rolul principal feminin în drama lui Ron Winston Banning, alături de Robert Wagner.
În 1968, a fost distribuită de Henri Verneuil în westernul său Bătălia de la San Sebastian, între actori precum Anthony Quinn și Charles Bronson. Au urmat filme precum versiunea cinematografică a cărții lui John Updike, Fugi, Rabbit în regia lui Jack Smight unde a jucat alături de James Caan.
Din anii 1970, 1980, 1990 și 2000, ea a apărut mai ales în filme și seriale de televiziune populare, iar actrița a fost văzută doar sporadic în producții de lungmetraje. Deja în 1964 a avut un rol de invitată în Bonanza, iar în 1972 a jucat într-un episod din Columbo cu Peter Falk. Au urmat roluri în seriale de televiziune cunoscute precum Petrocelli, Harry O, S.W.A.T., Barbary Coast, Bumpers Revier, Baretta, Mike Hammer, Jake and McCabe și Perry Mason.
Cariera cinematografică a Anjanettei Comer include aproximativ 60 de filme internaționale, filme de televiziune și seriale de televiziune. Prima căsătorie a lui Anjanette Comer a fost cu actorul Walter Koenig iar din 1976 până în 1983 a fost căsătorită cu scenaristul Robert Klane.

## Filmografie selectivă

### Cinema
- 1964 Ragazze sotto zero (Quick Before It Melts), regia Delbert Mann
- 1965 Scumpul răposat (The Loved One), regia Tony Richardson
- 1966 Omul din Sierra (The Appaloosa), regia Sidney J. Furie
- 1967 Banning (Banning), regia Ron Winston
- 1968 Bătălia de la San Sebastian (La bataille de San Sebastian), regia Henri Verneuil
- 1968 Spie oltre il fronte (In Enemy Country), regia Harry Keller
- 1970 Fugi, Rabbit (Rabbit, Run), regia Jack Smight
- 1971 Spirale di fuoco (The Firechasers), regia Sidney Hayers
- 1972 Noaptea celor o mie de pisici (La noche de los mil gatos), regia René Cardona Jr.
- 1973 Baby (The Baby), regia Ted Post
- 1975 Big Boss, regia Menahem Golan
- 1977 Fire Sale, regia Alan Arkin
- 1995 Underneath, regia Steven Soderbergh

### Televiziune
- 1962 My Three Sons – serial TV, episodul „Heat Wave” (3x11)
- 1963 Gunsmoke – serial TV, episodul „Carter Caper” (9x08)
- 1963 Ben Casey – serial TV, episodul „My Love, My Love” (3x13)
- 1964 Bonanza – serial TV, episodul „Love Me Not” (5x22)
- 1969-1971 Love, American Style – serial TV, 3 episoade
- 1972 Mannix : Gina Hunter (1 episod)
- 1972 Columbo (Columbo) – serial TV, episodul „Étude in Black” (2x01)
- 1975 Petrocelli : Mary Thorpe (1 episod)
- 1976 Baretta – serial TV, episodul 3x08
- 1980 Barnaby Jones – serial TV, episodul 8x20
- 1991 Jake and Jason Detectives – serial TV, 3 episoade
- 1995 Streets of Laredo – miniserial TV, 2 episoade